# Kanton Herzegowina-Neretva
Der Kanton Herzegowina-Neretva (bosnisch Hercegovačko-neretvanski Kanton, kroatisch Hercegovačko-neretvanska Županija) ist einer der zehn Kantone der Föderation Bosnien und Herzegowina. Der Name leitet sich vom Fluss Neretva und dem Gebiet der Herzegowina ab, in dem der Kanton liegt. Verwaltungssitz ist Mostar.
Der Kanton liegt im Südwesten des Landes und hat eine Fläche von 4.401,0 km².

## Bevölkerung
Der Kanton Herzegowina-Neretva hat etwa 236.000 Einwohner (2013) und ist mit etwa 54 Einwohnern pro Quadratkilometer verhältnismäßig dünn besiedelt. Auf dem Gebiet des Kantons befinden sich die beiden großen Stauseen Jablaničko jezero (an der Neretva) und Ramsko jezero (an der Rama).
Herzegowina-Neretva ist einer der beiden ehemaligen Kantone mit Sonderstatus, in denen die kroatische (53 %) und die bosniakische Bevölkerungsgruppe (41 %) ungefähr gleich groß sind.

## Gemeinden
Der Kanton Herzegowina-Neretva umfasst 9 Gemeinden (Einwohnerzahlen von 2013):
- Čapljina 28.122
- Čitluk 18.552
- Jablanica 10.580
- Konjic 26.381
- Mostar 113.169
- Neum 4.960
- Prozor-Rama 16.297
- Ravno 3.328
- Stolac 14.889